# Vicolo delle Vacche
 (février 2022).
Vicolo delle Vacche (littéralement, Ruelle des Vaches) est une ruelle située à Rome dans le rione Ponte, entre la Piazza del Fico et la Via della Vetrina, non loin de la célèbre place Navone.

## Description
La rue doit son nom à un vacher qui possédait ici sa propre étable où il vendait du lait à la fin du XVIe siècle. La rue était également connue sous le nom de Vicolo del Fico.

## Environs
Églises à proximité
- Sant'Agnese in Agone
- Santa Maria dell'Anima
- Santa Maria della Pace
- Chiesa Nuova
- San Salvatore in Lauro

Rues et ruelles
- Via dei Coronari
- Via del Governo Vecchio
- Via Monte Giordano
- Vicolo della Volpe

## Images
| - Panneau de signalisation. - Vicolo delle Vacche sur un plan de Rome. - Madone et fontaine. |